# Zwerg-Fettschwanzbeutelratte
Die Zwerg-Fettschwanzbeutelratte (Thylamys velutinus) kommt im Südosten und im südlichen Zentrum von Brasilien in den Bundesstaaten Goiás, Minas Gerais und São Paulo vor.

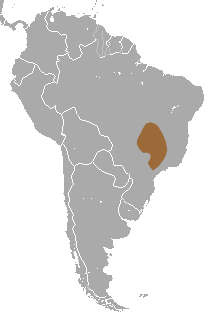
Das Verbreitungsgebiet der Zwerg-Fettschwanzbeutelratte

## Beschreibung
Die Tiere erreichen eine Kopfrumpflänge von 7,9 bis 10 cm und haben einen 6,5 bis 10 cm langen Schwanz und erreichen ein Gewicht von 13 bis 36 g. Der Schwanz hat in der Regel eine Länge von 85 % der Kopfrumpflänge. Die Tiere sind dunkel rotbraun gefärbt und an den Körperseiten, im Gesicht, rund um die Augen und an den Wangen deutlich heller als auf dem Rücken und der Kopfoberseite. Die Augen sind von schmalen dunklen Ringen umgeben, die sich weit nach vorn in Richtung Nase erstrecken, diese aber nicht erreichen. Das Bauchfell ist grau oder cremefarben-weißlich. Im Unterschied zu den meisten anderen Fettschwanzbeutelratten sind die Haare nicht gebändert. Die Haare des Rückenfells sind 6 bis 8 mm lang, am Bauch haben die Haare eine Länge von 5 bis 6 mm. Die Ohren sind dunkel und unbehaart. Vorder- und Hinterpfoten sind weißlich, Vorder- und Hinterbeine sind graubraun. Der der Fettspeicherung dienenden Schwanz kann einen Durchmesser von 3,5 bis 7 mm erreichen. Er ist auf der Oberseite dunkel und auf der Unterseite hell. Die Weibchen haben keinen Beutel. Die Anzahl der Zitzen ist unbekannt. Der Karyotyp der Schönen Fettschwanzbeutelratte besteht aus einem Chromosomensatz von 2n=14 Chromosomen (FN=20).

## Lebensraum und Lebensweise
Die Zwerg-Fettschwanzbeutelratte lebt im brasilianischen Cerrado in Savannen mit Strauch und Baumbestand und auf agrarisch genutzten Flächen. Sie ist weitgehend bodenbewohnend, nachtaktiv und ihre Hauptaktivitätsphase beginnt nach Sonnenuntergang. Im Lauf der fortschreitenden Nacht nimmt ihre Aktivität immer mehr ab. Über ihre Fortpflanzungsbiologie ist bisher nichts und über ihre Ernährung in freier Wildbahn nur wenig bekannt. Untersuchungen von Kotproben ergaben, dass sich die Tiere zu etwa 75 % von tierischer Nahrung (44 % Überreste von Gliederfüßern, 31 % nicht zu identifizieren) und zu 25 % von pflanzlichem Material ernähren. In menschlicher Obhut gehaltene Exemplare fraßen Bananen und Papayas, Mehlwürmer und Grashüpfer, sowie lebende junge Mäuse. Letztere wurden auch überwältigt, getötet und verspeist wenn ihr Gewicht 40 % des Gewichtes der Zwerg-Fettschwanzbeutelratte betrug.

## Systematik
Die Zwerg-Fettschwanzbeutelratte wurde erstmals im Jahr 1934 durch den deutschen Zoologen Johann Andreas Wagner unter der Bezeichnung Didelphis velutina beschrieben, also den Opossums zugeordnet. Heute wird die Zwerg-Fettschwanzbeutelratte in die Gattung der Fettschwanzbeutelratten (Thylamys) gestellt. Innerhalb der Gattung Thylamys nimmt die Zwerg-Fettschwanzbeutelratte eine relativ basale Stellung ein.

## Status
Die IUCN führt die Zwerg-Fettschwanzbeutelratte als potentiell gefährdet. Sie hat ein relativ großes Verbreitungsgebiet und kommt auch in verschiedenen Schutzgebieten vor, ist aber wahrscheinlich nicht so zahlreich wie andere Fettschwanzbeutelratten.

## Belege
1. 1 2 3 4  Diego Astúa: Family Didelphidae (Opossums). in Don E. Wilson, Russell A. Mittermeier: Handbook of the Mammals of the World – Volume 5. Monotremes and Marsupials. Lynx Editions, 2015, ISBN 978-84-96553-99-6. Seite 176.
2. ↑  R. Eduardo Palma, Dusan Boric Bargetto, Pablo Jayat, David A. Flores et a.: Molecular phylogenetics of mouse opossums: new findings on the phylogeny of Thylamys (Didelphimorphia, Didelphidae). Zoologica Scripta 43(3):217-234 · Januar 2014, PDF
3. ↑  Thylamys velutinus in der Roten Liste gefährdeter Arten der IUCN 2016. Eingestellt von: Flores, D. & Teta, P., 2016. Abgerufen am 22.03.2020.